# IC 603
IC 603 ist eine Ringgalaxie vom Hubble-Typ (R)SB(r)a? im Sternbild Sextant südlich des Himmelsäquators. Sie ist rund 234 Millionen Lichtjahre von der Milchstraße entfernt und hat einen Durchmesser von etwa 90.000 Lichtjahren. 
Die Typ-Ia-Supernova SN 2002jm wurde hier beobachtet.
Das Objekt wurde am 4. Mai 1893 vom französischen Astronomen Stéphane Javelle entdeckt.